# Črnec Biškupečki
Črnec Biškupečki (régi magyar neve Csernecz) falu Horvátországban, Varasd megyében. Közigazgatásilag Varasdhoz tartozik.

## Fekvése
Varasd központjától 4 km-re délre a Plitvica jobb partján fekszik. Teljesen összeépült a szomszédos Turčinnal.

## Története
1857-ben 290, 1910-ben 398 lakosa volt. 1900-ig Črnec volt a hivatalos neve. 1991-ben Varasdhoz csatolták.
2001-ben 713  lakosa volt.

## Nevezetességei
Szent Flórián tiszteletére szentelt kápolnája.

## Külső hivatkozások
- Varasd város hivatalos oldala
- A Horvát Statisztikai Hivatal honlapja Archiválva 2011. november 16-i dátummal a Wayback Machine-ben